# Antillas francesas
Las Antillas francesas (o Indias Occidentales Francesas) son las islas del archipiélago de las Antillas en el mar Caribe pertenecientes a Francia. Son parte del denominado Caribe francófono.

## Integrantes de las Antillas francesas

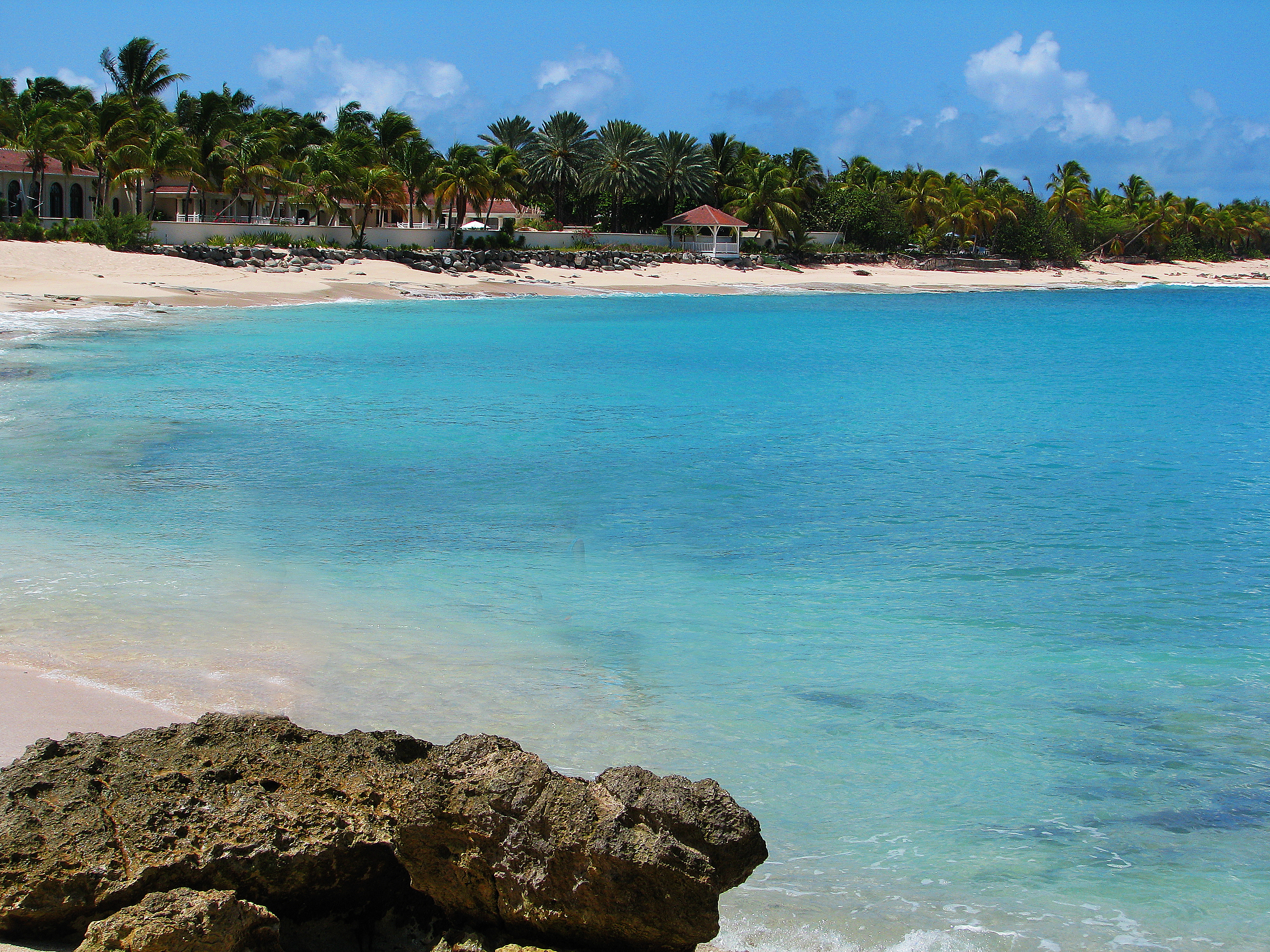
San Martín, Antillas francesas.

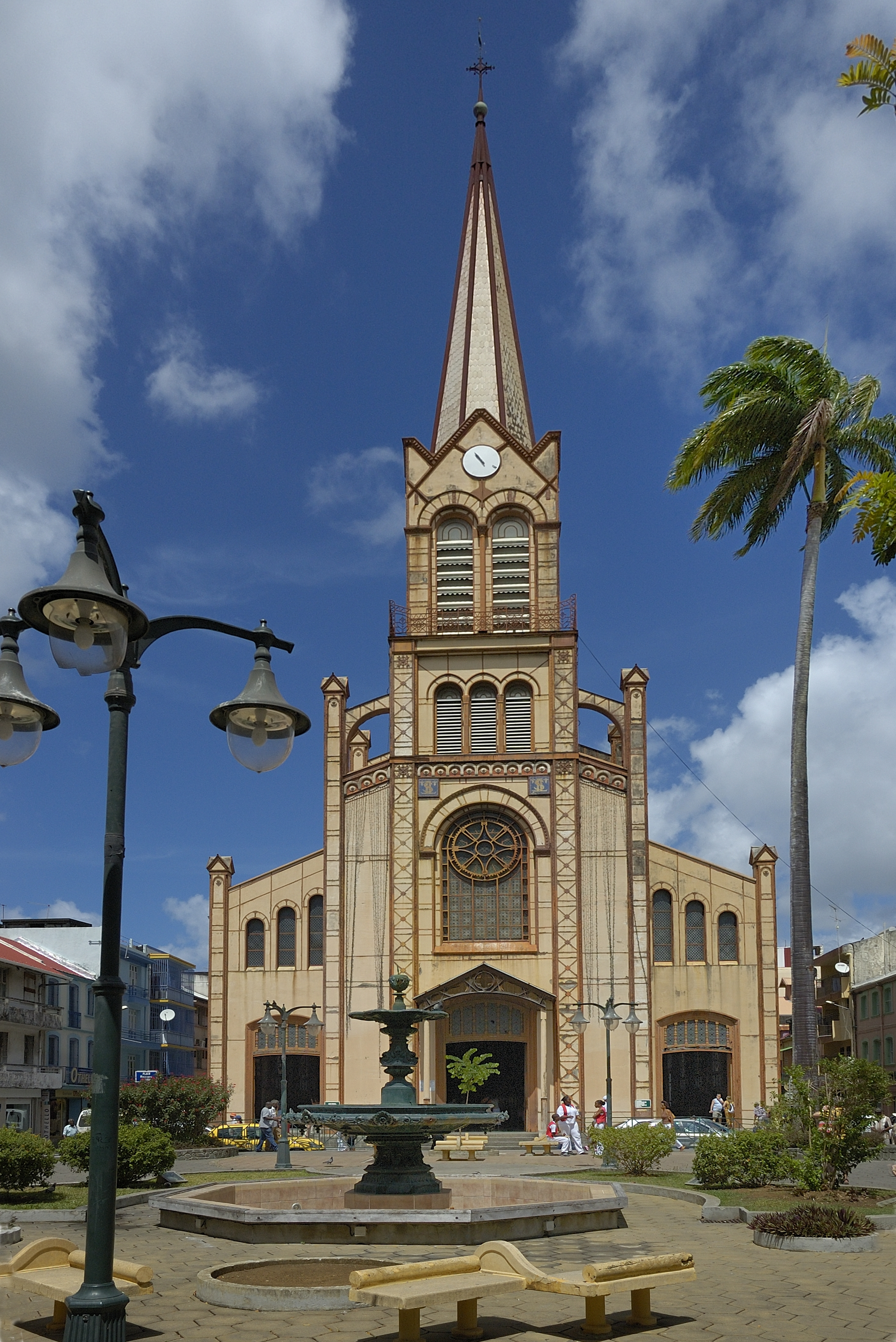
Catedral de San Luis, Martinica.

- La isla de Guadalupe (Guadeloupe), que forma administrativamente con sus dependencias un departamento y una región de ultramar (DOM y ROM, o DROM) y una región ultraperiférica (RUP) de la Unión Europea, su código oficial geográfico departamental (COG) es el 971. La isla consta de dos tierras o regiones: 
  - Basse-Terre.
  - Grande-Terre.

- La Désirade (Désirade), una meseta de piedra caliza alta de 21 km², ubicada en el centro del océano Atlántico, es la isla más oriental de las Antillas francesas. La isla depende administrativamente de Guadalupe.

- María Galante (Marie-Galante), la tercera isla más grande de las Antillas francesas. También está adscrito al departamento de Guadalupe a nivel administrativo y, por lo tanto, goza de las prerrogativas relativas al estatus europeo de este último.

- Islas de los Santos (Les Saintes), compuesto de dos tierras habitadas (Terre-de-Haut y Terre-de-Bas) y algunas islas desiertas. También es una dependencia administrativa del departamento de Guadalupe y, por lo tanto, incluye a las regiones ultraperiféricas de la Unión Europea a través de él.

- Martinica (Martinique), que forma administrativamente un departamento y una región de ultramar bajo el código geográfico oficial 972. También es una de las regiones ultraperiféricas de Europa.

- San Bartolomé (Saint-Barthélemy), esta isla en el norte de las Antillas era anteriormente una dependencia de Guadalupe, y se ha convertido en una colectividad de ultramar (COM) desde el 15 de julio de 2007. Aunque mantiene el código postal 97133 relativo a Guadalupe, su código actual es 977 debido a los cambios que se produjeron a raíz de la ley orgánica número 2007-223 del 21 de febrero de 2007, publicada en el Boletín Oficial n.º 45 de 22 de febrero de 2007 que establece disposiciones legales y arreglos institucionales para el extranjero.[3][4] Se incluye entre las regiones ultraperiféricas de Europa hasta el 1 de enero de 2012, fecha oficial en que la isla se convirtió en el primer país y territorio francés de ultramar del Caribe.

- San Martín (Saint-Martin), la parte norte de la isla es francesa, en tanto el sur es el territorio del país autónomo Sint Maarten del Reino de los Países Bajos. Desde la ley orgánica número 2007-223 del 21 de febrero de 2007, publicada en el Boletín Oficial n.º 45 de 22 de febrero de 2007,[3] en las mismas condiciones que San Bartolomé, la parte francesa, antigua dependencia de Guadalupe, ha pasado del estado de comuna a de colectividad de ultramar (COM). Su código oficial geográfico es 978, aunque el código postal 97150 relativo a Guadalupe sigue siendo válido.[4] Se incluye en las regiones ultraperiféricas de Europa.

Con una extensión de más de 2.835 km², la población total de las Antillas francesas es de 844.811 habitantes en 2008.

## Antiguos territorios franceses
Los siguientes territorios ahora son independientes o están vinculados a otro país, también formaron parte de las Antillas francesas. 
- Saint-Domingue (actuales Haití y República Dominicana en la isla de La Española)
- Dominica
- Granada
- Santa Cruz
- San Cristóbal
- Santa Lucía
- San Vicente
- Tobago
- Turcas y Caicos